# Janzer Frigyes
Janzer Frigyes (Budapest, 1939. március 4. –) Munkácsy Mihály-díjas magyar éremművész, szobrász, érdemes művész.

## Életútja
1960 és 1964 között a Bánki Donát Gépipari Technikumba járt, s közben magánúton tanult szobrászatot. A Fiatal Képzőművészek Stúdiója Egyesületének, majd 1973 és 1981 között a Magyar Képzőművészek és Iparművészek Szövetsége Szobrász szakosztályának vezetőségi tagja, majd 1986-tól 1990-ig annak titkára volt. Ő alapította meg 1975-ben a Budapesti XXII. kerületi Mészáros László Képzőművészeti Kört, ahol tanárként és művészeti vezetőként dolgozott. 1987-ben a DunapART Művészeti Társaság alapításában is részt vett. Tanulmányon járt Jugoszláviában, Franciaországban, Olaszországban és a Szovjetunióban járt tanulmányúton. 1966-tól állít ki, minden jelentős hazai tárlaton szerepeltek művei. Budapesten él.

## Díjak, elismerések
- 1969-1971: Derkovits-ösztöndíj
- 1971: Derkovits-nívódíj
- 1977: a salgótarjáni Tavaszi Tárlat szobrászati díja
- 1978: Munkácsy Mihály-díj; a Kulturális Minisztérium képzőművészeti nívódíja
- 1979: III. díj a hatvani Portrébiennálén; a Városi Tanács díja a 26. Vásárhelyi Őszi Tárlaton
- 1984: Szakszervezetek Országos Tanácsa-ösztöndíj; a Csongrád megyei Tanács díja a Vásárhelyi Őszi Tárlaton
- 1985: a XV. salgótarjáni Szabadtéri Szoborkiállítás fődíja
- 1986: érdemes művész
- 1988: a Képző- és Iparművészeti Lektorátus díja a XVIII. salgótarjáni Szabadtéri Szoborkiállításon
- 1989: a hatvani Portrébiennálé III. díja
- 2002: Magyar Ezüst Érdemkereszt

## Egyéni kiállítások
- 1975 • Nagytétényi Kastélymúzeum (kat.) • József Attila Megyei Művelődési Központ, Salgótarján
- 1978 • Bartók 32 Galéria, Budapest [Csavlek Andrással][4]• Vác
- 1980 • Hatvani Galéria, Hatvan
- 1983 • Balatoni Múzeum, Keszthely (Lóránt János Demeterrel)
- 1989 • Nagy Balogh J. Terem, Budapest - Megnyitotta Németh Lajos[5]
- 2023 Dabas, Kossuth Ház Galéria és Kerekes László Alkotóház - Életmű kiállítás, Megnyitotta: Feledd Balázs

## Válogatott csoportos kiállítások
- 1968 • Stúdió '58-68, Műcsarnok, Budapest • 11. Magyar Képzőművészeti kiállítás, Műcsarnok, Budapest
- 1969-től • Országos Kisplasztikai Biennálé, Pécs
- 1970-től • Stúdió-kiállítás, Ernst Múzeum, Budapest
- 1972-től • Nyári Tárlat, Móra Ferenc Múzeum Képtára, Szeged
- 1974-től • Tavaszi Tárlat, József Attila Megyei Művelődési Központ, Salgótarján
- 1975 • Dante Biennálé, Centro Dantesco, Ravenna
- 1976-tól • Őszi Tárlat, Tornyai János Múzeum, Hódmezővásárhely
- 1978 • Magyar Szobrászat, Műcsarnok, Budapest
- 1983-tól • Országos Éremművészeti Biennálé, Sopron
- 1984 • Országos Képzőművészeti Kiállítás '84, Műcsarnok, Budapest
- 1985 • Nemzetközi Kisplasztikai Biennálé, Poznań
- 1987 • Kunsthalle, Tübingen (D)
- 1988 • Tavaszi Tárlat, Magyar Képzőművészek és Iparművészek Szövetsége, Műcsarnok, Budapest
- 1989 • Téli Tárlat, Magyar Képzőművészek és Iparművészek Szövetsége, Műcsarnok, Budapest
- 1990 • Collegium Hungaricum, Bécs.

## Művek közgyűjteményekben
- Damjanich János Múzeum, Szolnok
- Déri Múzeum, Debrecen
- Magyar Nemzeti Galéria, Budapest
- Móra Ferenc Múzeum, Szeged
- Petőfi Irodalmi Múzeum, Budapest
- Tornyai János Múzeum, Hódmezővásárhely
- Vak Bottyán Múzeum, Vác

## Köztéri művei
- Nagy Balogh János-emléktábla (bronz, vörösmárvány, 1971, Budapest, XIX. ker., Ady Endre út 43.)[6]
- Pincemunkás vagy Borász (bronz, 1973, Budapest, XXII. ker., Kossuth u. 100.)[7]
- Komócsin Zoltán-emléktábla (bronz, 1975, Budapest, XIV. ker., Amerikai út 96. KISZ Központi Bizottság Politikai Főiskola)
- Noszlopy Gáspár mellszobra (bronz, 1975, Kaposvár, Mezőgazdasági Szakközépiskola)
- Alpári Gyula-emléktábla (bronz, 1975, Sachenhausen, koncentrációs tábor)
- Fricike (bronz, 1975, Salgótarján, strand)[8]
- Jakov Ignjatovic mellszobra (bronz, 1977, Szentendre, Péter-Pál templom kertje)
- fadomborművek (1978, Miskolc, a Magyar Szocialista Munkáspárt Borsod Megyei Bizottsága székháza)
- Csokonai-mellszobor (mészkő, 1979, Hedrehely, Művelődési Ház)[9]
- Szabó Ervin-mellszobor (1979, Budapest, XI. ker., Szakasits Á. úti könyvtár)
- Tavasz-díszkút (bronz, 1979, Balassagyarmat, Kórház)
- Kodály-mellszobor (bronz, 1980, Budapest, XXII. ker., Zeneiskola)
- Plasztika (krómacél, 1981, Fadd-Dombori, KISZ Vezetőképző Iskola)[10]
- kútplasztika (vörösréz, 1981, Gyönk, az Általános Iskola előtt)
- Nógrádi Sándor-szobor (bronz, 1984, Salgótarján, a mozi előtt)
- Felszabadulási emlékmű (kő, réz, 1985, Fót)
- Cirill és Metód emlékoszlop (kő, bronz, 1985, Zalavár)[11]
- Lukács György-szobor (bronz, 1986, Budapest, Egyetemi Könyvtár)[12]
- Dinnyés lány (bronz, 1986, Heves, a Rákóczi Mgtsz székháza előtt)[13]
- Illyés Gyula szobra (bronz, 1987, Szekszárd, a Tanítóképző Főiskola előtt)[14]
- Virág (mészkő, 1987, Budapest, XI. ker., Fehérvári út 120., VSZM Közösségi Ház)
- Széchenyi István-mellszobor (bronz, 1988, Budapest, Nyugati Pályaudvar, kormányváró)[15]
- I-II. világháborús emlékmű (bronz, mészkő, 1989, Fényeslitke)[16]
- II. világháborús emlékmű (bronz, 1992, Aba, Hősök tere)[17]

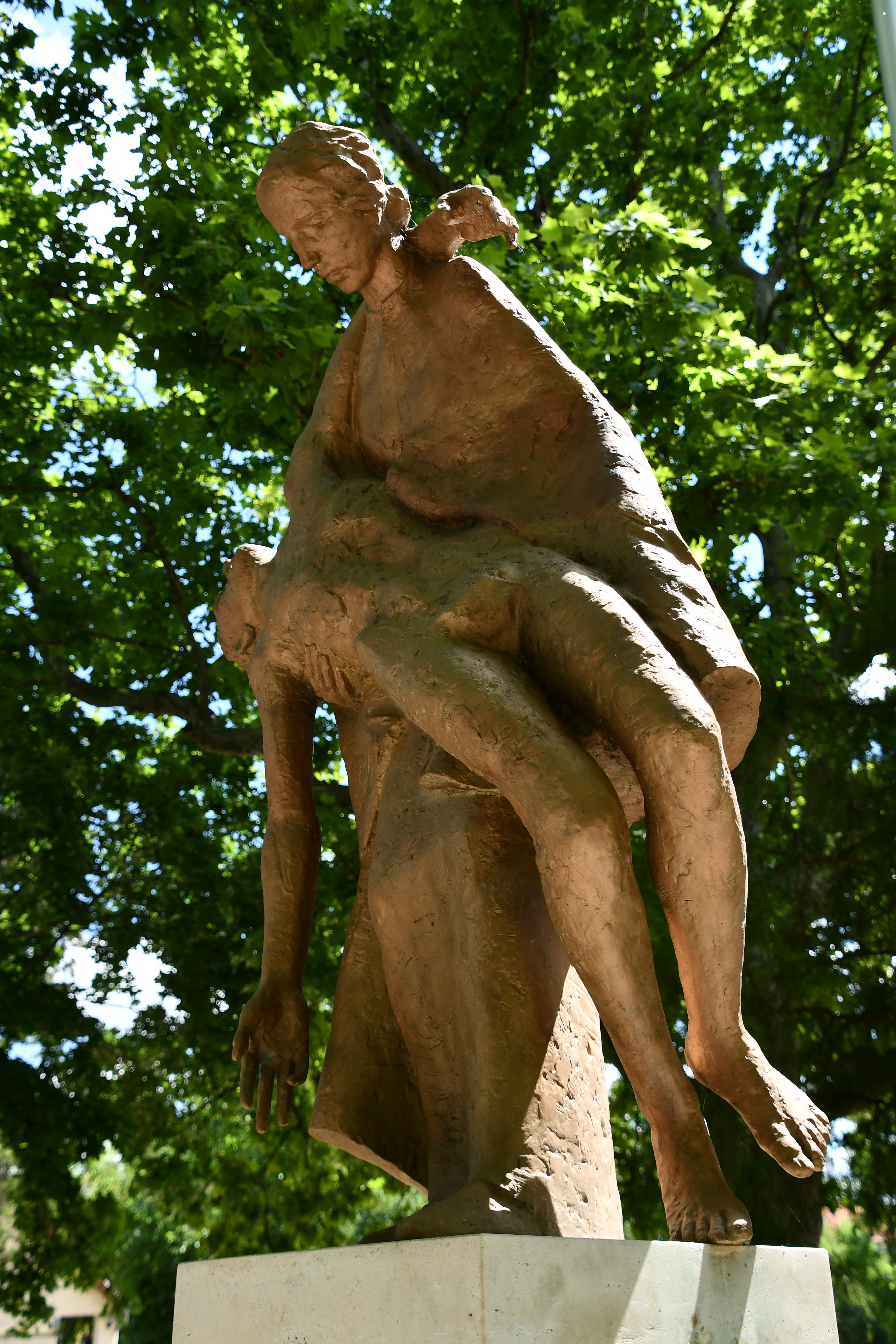
Aba nagyközség második világháborús áldozatainak emlékműve

- 1956-os emlékmű (bronz, 2006, Aba, Hősök tere)

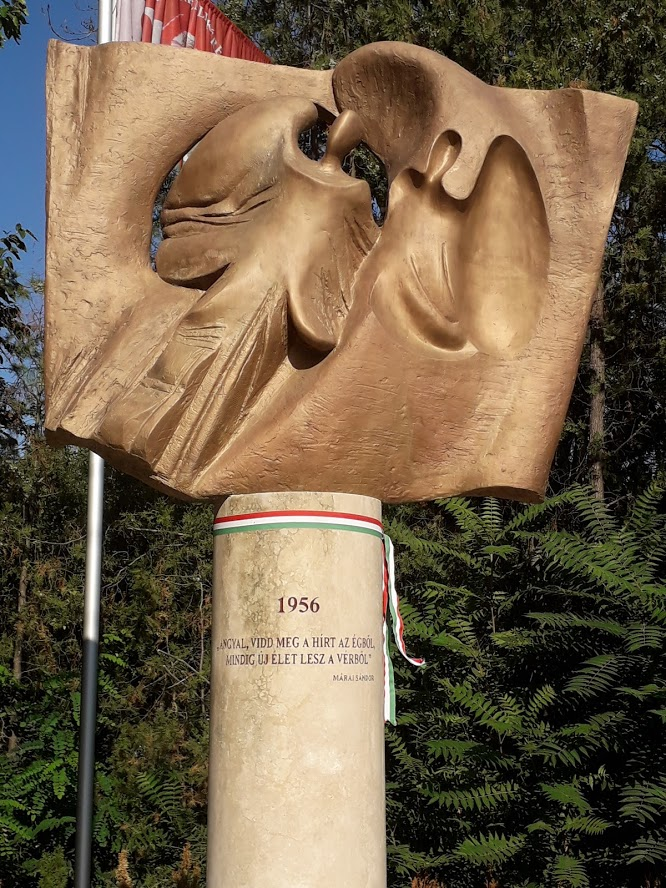
Az 1956-os forradalom és szabadságharc emlékműve Abán

- Deák Ferenc-mellszobor (bronz, márvány, 1993, Budapest, XIX. ker., Gutenberg krt. 6.)
- Pelikános kút (kő, bronz, 1995, Hévíz)[18]
- Árpád fejedelem szobra (kő, bronz, 1996, Tiszaalpár)[19]

- Knézich Károly mellszobra (bronz, 1998, Budapest, XIV. ker., Kántorné sétány 1-3.)
- Somogyi László mellszobra (bronz, 1998, Budapest, XVIII. ker., Kondor Béla sétány)
- Simándy József egész alakos szobra (bronz, 2006, Kistarcsa, Simándy tér)[20][21]
- Móricz Zsigmond mellszobra (bronz, 2007, Budapest, XI. kerület, Nagyszeben tér)[22]
- Radnóti Miklós (bronz, 2015, Budapest, XIII. kerület, Radnóti Miklós utca 8-10.)[23]